# Август Вильгельм (герцог Брауншвейг-Вольфенбюттеля)
Август Вильгельм Брауншвейг-Вольфенбюттельский (нем. August Wilhelm von Braunschweig-Wolfenbüttel; 8 марта 1662, Вольфенбюттель — 23 марта 1731) — герцог Брауншвейгский и Люнебургский, с 1714 года князь Брауншвейг-Вольфенбюттеля.

## Биография
Август Вильгельм — третий сын герцога Антона Ульриха Брауншвейг-Вольфенбюттельского и Елизаветы Юлианы Шлезвиг-Гольштейн-Норбургской (1634—1704). В 1677—1678 годах Август Вильгельм обучался в Женевском университете. Совершил гран-тур и побывал в Швейцарии, Франции и Нидерландах, а вернувшись на родину, не принимал никакого участия в управлении герцогством. В 1681 году дядя Августа Вильгельма, правящий герцог Рудольф Август Брауншвейг-Вольфенбюттельский усыновил племянника, тем самым назначив его официально наследным принцем, поскольку его старшие братья уже умерли. Герцог Иоганн Адольф Шлезвиг-Гольштейн-Зондербург-Плёнский, зять герцога Рудольфа Августа, также предъявлял претензии наследовать герцогство. Отцу Августа Вильгельма Антону Ульриху не нравились близкие отношения между сыном и братом, во избежание постоянных конфликтов с отцом Август Вильгельм отправился путешествовать и побывал в Италии, Франции и Шлезвиг-Гольштейне, но благодаря доверенным лицам оставался в курсе происходящего в герцогстве. Август Вильгельм наследовал отцу в герцогстве после его смерти в 1714 году и вёл роскошную жизнь. Его резиденцией оставался дворец в Вольфенбюттеле, тем не менее при правлении Августа Вильгельма был реконструирована Брауншвейгская резиденция.

## Семья
Герцог Август Вильгельм был трижды женат, тем не менее больше увлекался мужчинами и хвастался, что овладел искусством однополой любви в Венеции. Он безответно влюбился в рауграфа Карла Людвига Пфальцского, единокровного брата Елизаветы Шарлотты Пфальцской. В своих письмах она описывала Августа Вильгельма как уродливого и ужасающе необузданного человека, чей порок никогда не исправить. В 1681 году герцог Август Вильгельм женился на Кристине Софии Брауншвейг-Вольфенбюттельской (1654—1695), дочери дяди Рудольфа Августа. Невеста была на восемь лет старше жениха. После её смерти в 1695 году Август Вильгельм не теряя времени женился на Софии Амалии Шлезвиг-Гольштейн-Готторпской (1670—1710), дочери герцога Кристиана Альбрехта. В сентябре 1710 года герцог женился в третий раз на кузине по материнской линии Елизавете Софии Марии Шлезвиг-Гольштейн-Норбургской. Но и в третьем браке наследник не появился. Герцогу Августу Вильгельму наследовал младший брат Людвиг Рудольф Брауншвейг-Вольфенбюттельский.